# Propuesta de anexión canadiense de las Islas Turcas y Caicos

Ubicación de las Islas Turcas y Caicos en comparación con Canadá.

La potencial anexión de las Islas Turcas y Caicos por parte de Canadá es una propuesta recurrente sobre el futuro estatus político del territorio insular. Las islas son actualmente un territorio británico de ultramar bajo la soberanía del Reino Unido.
La idea se ha debatido ocasionalmente tanto a nivel federal como provincial en Canadá. Aunque el gobierno canadiense ha indicado anteriormente que estaría abierto a explorar métodos para aumentar los lazos económicos y sociales con las Islas Turcas y Caicos, no ha habido ninguna declaración oficial del gobierno canadiense sobre la noción de transferir la soberanía sobre el territorio del Reino Unido.
No existen encuestas recientes de opinión pública que indiquen el apoyo (o la falta de apoyo) a la idea de la anexión, ni un consenso en ninguna de las dos naciones sobre cómo se produciría. Además, habría que superar importantes obstáculos socioeconómicos, diplomáticos, constitucionales y políticos para lograr la incorporación de las islas, lo que ha suscitado dudas sobre su viabilidad.

## Comparación

### Política y gobierno
Tanto Canadá como las Islas Turcas y Caicos se rigen por el sistema de gobierno de Westminster y comparten al Rey Carlos III como jefe de Estado (en su calidad de Rey de Canadá y Rey del Reino Unido, respectivamente). Mientras que Canadá es un Estado soberano e independiente que comparte a Carlos III como monarca en libre asociación con los demás reinos de la Mancomunidad, las Islas Turcas y Caicos son un territorio británico de ultramar con autogobierno interno, en el que el monarca británico está representado por un Gobernador residente.
Las relaciones exteriores de las Islas Turcas y Caicos son responsabilidad del Reino Unido, que las lleva a cabo a través del Ministerio de Relaciones Exteriores y de la Mancomunidad de Naciones. La FCDO está dirigida por el Secretario de Asuntos Exteriores, miembro del Gobierno del Reino Unido. A pesar de que el Reino Unido supervisa los asuntos exteriores del territorio, las Islas Turcas y Caicos participan en la Comunidad del Caribe como miembro asociado. La Comunidad del Caribe es una organización intergubernamental compuesta por 15 miembros y 5 miembros asociados que promueve la integración económica del Caribe.
Canadá es una «democracia plena» con una tradición de liberalismo y un Estado de Derecho fuerte. Canadá ha ocupado sistemáticamente una posición muy alta en el Índice de Democracia; en 2019, empató en el 7.º puesto mundial en cuanto a fortaleza de la democracia. Las Islas Turcas y Caicos se han enfrentado a importantes retos en la lucha contra la corrupción y han perdido dos veces su derecho al autogobierno desde que lo obtuvieron por primera vez en 1976: una vez en 1986 y nuevamente en 2009; ambas veces por corrupción de cargos ministeriales y públicos.

## Historia

### Primeros años

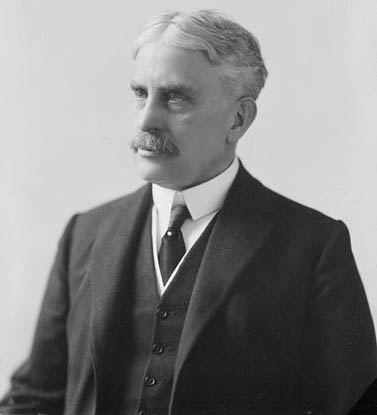
Primer Ministro canadiense Robert Borden (1911-1920), partidario de la anexión canadiense de las Islas Turcas y Caicos

La historia de la propuesta se remonta a 1917, cuando el primer ministro canadiense, Robert Borden, planteó por primera vez la idea de que Canadá asumiera la responsabilidad de las islas del Reino Unido. La idea se planteó en la Conferencia Imperial de ese año, pero fue rechazada por el Primer Ministro británico, David Lloyd George, conocido partidario de potenciar los puertos marítimos de su país.

### Resurgimiento del movimiento anexionista (década de 1970)
El interés de las Islas Turcas y Caicos por unirse a la confederación canadiense resurgió como una propuesta seria a principios de la década de 1970. Otras posesiones británicas del Caribe declararon su independencia del Reino Unido a mediados del siglo XX: Jamaica y Trinidad y Tobago en 1962, Barbados en 1966 y, sobre todo para las vecinas Turcas y Caicos, Bahamas en 1973.
En respuesta a esto, el 15 de marzo de 1973, el consejo territorial de las islas preparó una petición al gobierno canadiense buscando una forma más estrecha de asociación y pidiendo permiso a Gran Bretaña para hacerlo. El Consejo pretendía ampliar su integración económica con su gran vecino norteamericano en medio de una economía nacional tambaleante en aquel momento. Un extracto de la resolución dice

BE IT RESOLVED AND MADE KNOWN THAT:

The State Council of the Turks and Caicos Islands desires to thank formally the Canadian People and their Government for the considerable help and advice received by these Islands from them in recent years. This State Council, recognising the urgent need for both long and short term solutions to our present constitutional, financial and economic problems, further resolves that it would welcome additional professional and technical advice from both governmental and non-governmental organisations so that we may benefit from your long and loyal membership of the British Commonwealth.

In particular, this State Council would welcome far greater official contact between our two governments and herewith cordially invite a Canadian Parliamentary Delegation to visit these Islands and advise us during these days of decision.
SE RESUELVE Y SE HACE SABER QUE:

El Consejo de Estado de las Islas Turcas y Caicos desea agradecer formalmente al pueblo canadiense y a su Gobierno la considerable ayuda y asesoramiento recibidos por estas Islas en los últimos años. Este Consejo de Estado, reconociendo la urgente necesidad de soluciones tanto a largo como a corto plazo para nuestros actuales problemas constitucionales, financieros y económicos, resuelve además que agradecería asesoramiento profesional y técnico adicional, tanto de organizaciones gubernamentales como no gubernamentales, para que podamos beneficiarnos de su larga y leal pertenencia a la Commonwealth Británica.

En particular, este Consejo de Estado acogería con satisfacción un contacto oficial mucho mayor entre nuestros dos gobiernos e invita cordialmente a una Delegación Parlamentaria Canadiense a visitar estas Islas y asesorarnos durante estos días de decisión.
Consejo de Estado de las Islas Turcas y Caicos

En 1974, se presentó un proyecto de ley privado en el Parlamento federal canadiense para estudiar una asociación formal entre Canadá y las Islas Turcas y Caicos. El proyecto de ley, titulado «Ley relativa a una propuesta de asociación entre Canadá y las Islas Turcas y Caicos del Caribe», no contaba entonces con el apoyo del Gobierno, lo que no es raro en un proyecto de ley procedente de los escaños traseros, y finalmente no se sometió a votación. Aunque el proyecto no prosperó en el Parlamento, devolvió el concepto de anexión canadiense a la corriente principal de la política de las Islas Turcas y Caicos.
Tras la independencia de sus posesiones británicas vecinas, las Islas Turcas y Caicos recibieron su propio gobernador territorial, así como un autogobierno responsable. En 1976, tras las primeras elecciones en este nuevo marco, el independentista Movimiento Democrático Popular (PDM) obtuvo la mayoría de escaños en la Asamblea Nacional del país. Tras las elecciones, el PDM preparó a las islas para su autonomía del Reino Unido, lo que incluyó una exitosa petición de una constitución para las islas que ampliara los derechos de los isleños y potenciara aún más el autogobierno.

### Auge del apoyo político (años 80)
Los dos partidos políticos predominantes en las islas, el independentista Movimiento Democrático Popular (PDM) y el antiindependentista Partido Nacional Progresista (PNP), acordaron la independencia en 1982. Sin embargo, unas elecciones territoriales celebradas en 1982 dieron la victoria al entonces gobernante Partido Nacional Progresista, que detuvo los planes de independencia. El PNP, que sigue enfrentándose a un crecimiento económico lento y a una elevada tasa de desempleo en el archipiélago, aboga por reformas internas y por estrechar las relaciones con sus vecinos. Una de estas propuestas era renovar los esfuerzos para formar algún tipo de unidad política con Canadá. Entre 1973 y 1987, miembros de la asamblea legislativa del territorio se reunieron con miembros de las dos cámaras del Parlamento canadiense para debatir las ventajas que obtendrían las islas si se asociaran estrechamente con Canadá. El 10 de marzo de 1987, el senador liberal y exministro Hazen Argue presentó una moción en la que pedía que ambas naciones estudiaran «la conveniencia y las ventajas de que las Islas Turcas y Caicos pasen a formar parte de Canadá». Esta moción hacía referencia a las conversaciones en curso con miembros de las asambleas legislativas de ambos países. Durante el debate en el Senado canadiense, Argue señaló las ventajas que el poder legislativo de las Islas Turcas y Caicos veía en la asociación con Canadá:
- Mayor autogobierno interno debido a su condición de territorio, parte de una provincia o provincia por derecho propio;
- Utilización del dólar canadiense;
- Los isleños se beneficiarían de derechos de circulación y trabajo como ciudadanos canadienses, frente a las restricciones que se les imponían entonces como ciudadanos británicos de ultramar;
- Beneficios de la relación de Canadá con Estados Unidos;
- Diversas ventajas derivadas de la integración económica, como un mercado turístico nacional fiable;
- Acceso interno al sistema educativo, los programas de asistencia gubernamental y los sistemas judiciales canadienses.

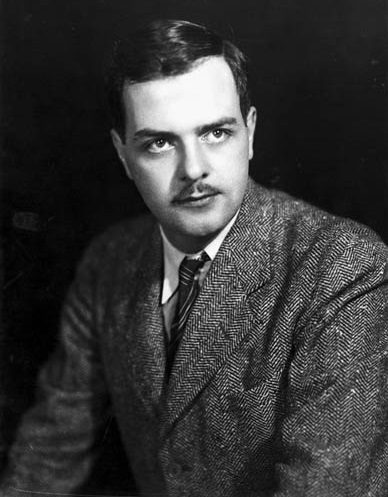
Hazen Argue, autor de una moción en el Senado canadiense a favor de la anexión en 1987.

La moción también establecía los pasos concretos que las naciones deberían dar para avanzar hacia la integración; desde entonces, la lista se ha citado como los pasos que ambas naciones deberían dar si el proceso se iniciara en el futuro:

(1) adoption of a common currency;

(2) designation of Canada's Governor General as the Queen's representative for the islands (thus replacing the current Governor);
(3) a closer economic association between the two countries;
(4) any change in procedures to our mutual advantage, that would assist the entry of Canadians to the Islands, and of Islanders to Canada; and

(5) provision of efficient direct air service between the two countries.
(1) adopción de una moneda común;

(2) designación del Gobernador General de Canadá como representante de la Reina en las islas (sustituyendo así al actual Gobernador);
(3) una asociación económica más estrecha entre ambos países;
(4) cualquier cambio en los procedimientos en beneficio mutuo, que facilite la entrada de canadienses en las islas y de isleños en Canadá; y

(5) la prestación de un servicio aéreo directo eficaz entre los dos países.
Hazen Argue, Debates del Senado, 33º Parlamento, 2º período de sesiones : Vol. 1

La asociación con Canadá alcanzó un máximo histórico de apoyo entre los isleños en ese momento, con cerca del 90% de sus ciudadanos a favor. De hecho, parecía que contar con el respaldo de un destacado exministro del Gabinete impulsaría al menos el proyecto de ley hacia una mayor atención mediática. Sin embargo, los comentaristas suelen coincidir en que la publicidad de otro importante debate sobre asuntos exteriores, el Tratado de Libre Comercio entre Canadá y Estados Unidos (que más tarde se convertiría en el Tratado de Libre Comercio de América del Norte (TLCAN)), desvió la atención tanto de los políticos de Ottawa como de los medios de comunicación canadienses a la hora de considerar seriamente la posibilidad de anexionarse las islas. Tras su presentación en la Comisión de Asuntos Exteriores del Senado, el proyecto de ley de Argue no llegó a aprobarse.

### De 1990 a la actualidad
Se considera que la combinación del dominio del TLCAN en la política canadiense a finales de los 80 y principios de los 90, así como los crecientes derechos de los isleños de Turcas y Caicos como dependencia del Reino Unido, han provocado una disminución del interés por la asociación de Canadá con las islas. En 2002, el Parlamento del Reino Unido aprobó la Ley de Territorios Británicos de Ultramar de 2002, que concedía la plena ciudadanía británica a los ciudadanos de los Territorios Británicos de Ultramar (como las Islas Turcas y Caicos), en pie de igualdad con sus homólogos del Reino Unido.La ley abordaba directamente una serie de preocupaciones del gobierno isleño en sus conversaciones con el gobierno canadiense para pedir una asociación más estrecha. La ley eliminó barreras para que los isleños inmigraran y trabajaran en el Reino Unido, y sólo sirvió para rebajar aún más el debate en la política dominante sobre la unificación con Canadá.
Sin embargo, la suspensión del autogobierno de la isla entre 2009 y 2012 por corrupción ministerial ha reactivado el debate sobre el futuro de las islas como territorio británico de ultramar. En particular, la insatisfacción por la pérdida de la soberanía británica ha llevado a algunos a favorecer la independencia o un cambio en el patrocinio soberano frente a Canadá.

## Opiniones

### Oposición
La oposición a la anexión existe tanto en Canadá como en las Islas Turcas y Caicos. Quienes se oponen a la anexión citan cuestiones que van desde las diferencias culturales, la preocupación política por la corrupción y las implicaciones de la política exterior para Canadá.

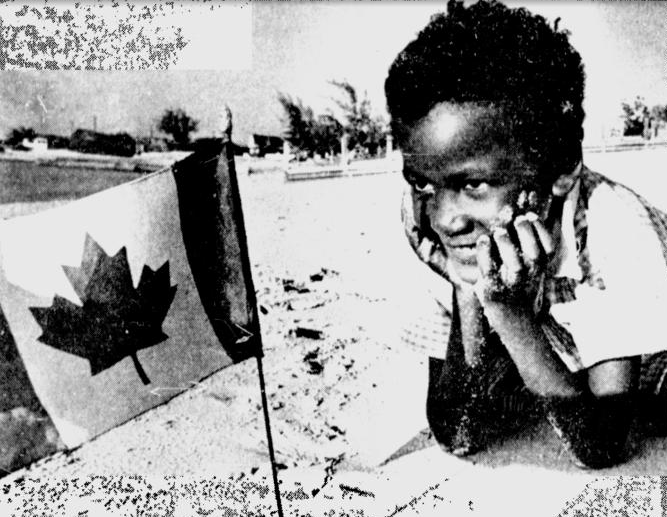
Isleño de las Islas Turcas y Caicos con una bandera canadiense, 1974

Tras un informe de 2009 de una comisión de investigación británica, el gobierno británico suspendió el autogobierno de las islas al descubrir importantes casos de corrupción en el gobierno de Turcas y Caicos. El primer ministro de las islas, Michael Misick, dimitió a raíz de la suspensión y fue considerado un elemento central para dispensar favores políticos a otras élites relacionadas. Los críticos sostienen que problemas como éste con el autogobierno, la segunda vez que ocurre en la historia del territorio, harían de las Islas Turcas y Caicos un candidato inadecuado para su inclusión en los sólidos valores democráticos de Canadá.
Canadá ha mantenido una política exterior como potencia intermedia de mantenimiento de la paz, y su compromiso con el multiculturalismo y el multilateralismo ha llevado a algunos a denunciar las políticas expansionistas como incompatibles con estos valores. Sus partidarios sostienen que la anexión no se produciría sin el consentimiento de la población de las islas y que, por tanto, no iría en detrimento de los valores multiculturales de Canadá, sino que los fomentaría.

## Métodos de unión propuestos
Existen múltiples propuestas de unión política, todas ellas con ciertos partidarios y detractores, y muchas variaciones dentro de cada una.
En todos los métodos, sería necesario el consentimiento de al menos el Parlamento federal canadiense y las autoridades gobernantes de las Islas Turcas y Caicos para la anexión. Así pues, para que se produjera la anexión, ambos países tendrían que contar con un apoyo público abrumador. El Reino Unido participaría en estas negociaciones; sin embargo, la postura oficial del Gobierno británico ha sido apoyar la autodeterminación de sus territorios de ultramar, y, por tanto, no impediría que las Islas Turcas y Caicos pasaran a formar parte de Canadá si los ciudadanos de las islas lo apoyaran. Esta postura fue reafirmada por el Ministerio de Relaciones Exteriores y de la Mancomunidad de Naciones con respecto a las Islas Turcas y Caicos en 1987. Todos los métodos de anexión requerirían una enmienda de la Constitución canadiense.

### Establecimiento como nueva provincia
El establecimiento de las islas como una nueva provincia por derecho propio proporcionaría el máximo nivel de autonomía a las Turcas y Caicos en todos los métodos de anexión propuestos, al equipararlas jurídicamente a las 10 provincias existentes. El Primer Ministro de las Islas Turcas y Caicos ha declarado que este método sería la forma de anexión más deseable para los isleños.
Sin embargo, convertirse en una provincia también sería el método más difícil desde el punto de vista político, ya que requeriría una enmienda según el procedimiento general del Acta Constitucional canadiense de 1982, que exige el apoyo del parlamento federal y de dos tercios de las legislaturas provinciales que representen a más del 50% de la población canadiense. Es improbable que se alcance esta cifra, ya que la adición de una nueva provincia podría dividir los pagos federales a las provincias existentes. Es probable que la incorporación de las Islas Turcas y Caicos, menos ricas, haga que éstas desvíen fondos de los pagos de compensación de otras provincias menos ricas, lo que reduciría sus posibilidades de apoyar este método.

### Establecimiento como territorio
La incorporación de las Islas Turcas y Caicos como territorio de Canadá sería el método de anexión más sencillo desde el punto de vista legal y constitucional. La creación de territorios requiere una simple ley del parlamento federal y no exige ninguna acción por parte de las provincias. En 1993 se utilizó un procedimiento similar para crear Nunavut.

### Incorporación a una provincia existente
Algunos partidarios de la anexión han sugerido que la incorporación a una provincia existente sería el método más factible de anexión. Este método eludiría el proceso normal de modificación de la Constitución canadiense aprovechando la fórmula menos rigurosa del artículo 43 del Acta Constitucional de 1982. Ésta prescribe que las partes de la Constitución que afecten a una sola provincia pueden modificarse con el consentimiento del Parlamento federal y la asamblea legislativa de esa provincia. Por lo tanto, es probable que la anexión pueda lograrse utilizando este método con el apoyo público general en todo Canadá, además del apoyo de una provincia dispuesta, así como el apoyo público en las Islas Turcas y Caicos. Esta propuesta ya recibió el apoyo oficial de una provincia, Nueva Escocia, en abril de 2004, cuando su asamblea legislativa adoptó una resolución en la que invitaba explícitamente al gobierno de las Islas Turcas y Caicos a estudiar la posibilidad de incorporarse a Canadá como parte de esa provincia. El texto completo de la resolución dice así:

Whereas the Turks and Caicos is a Caribbean treasure consisting of 40 islands and a population of almost 19,000 people that is currently governed as a British territory; and

Whereas the Government of Turks and Caicos has expressed an interest in joining Canada; and
Whereas the Province of Nova Scotia has a long and proud history of conducting trade with the Caribbean;

Therefore be it resolved that the Government of Nova Scotia initiate discussions with the Turks and Caicos to become part of the Province of Nova Scotia and encourage the Government of Canada to welcome the Turks and Caicos as part of our country.
Considerando que las Islas Turcas y Caicos son un tesoro caribeño formado por 40 islas y una población de casi 19.000 personas que actualmente se gobierna como territorio británico; y

Considerando que el Gobierno de las Islas Turcas y Caicos ha manifestado su interés por adherirse a Canadá; y
Considerando que la provincia de Nueva Escocia tiene una larga y orgullosa historia de comercio con el Caribe;

Por lo tanto, se resuelve que el Gobierno de Nueva Escocia inicie conversaciones con las Islas Turcas y Caicos para formar parte de la Provincia de Nueva Escocia y alentar al Gobierno de Canadá a dar la bienvenida a las Islas Turcas y Caicos como parte de nuestro país.